# Мовлян, Анатолий Викторович
Анатолий Викторович Мовлян (род. 14 марта 1971, Омск) — российский художник-портретист, живописец; член Союза художников России, член-корреспондент Международной Академии Культуры и Искусства. Учредитель авторской Школы портрета (2008, Омск; 2015, Екатеринбург). Учредитель конкурса классической живописи MASTER. Творческие мастерские находятся в Омске и Екатеринбурге.

## Творчество
Анатолий Мовлян. Обманчивая простота реальности
Плюрализм является отличительной особенностью современного искусства. Одновременно развиваются многочисленные направления, течения, стили, предметное и беспредметное искусство, традиционные виды и техники сосуществуют с новыми и новейшими технологиями. Реалистическое, символическое, авангардное, наивное, актуальное, contemporary, модернисткое, постмодернистское, постпостмодернистское, все, что угодно, на любой вкус и цвет. Нет заданных рамок и границ, художник сам определяет пластический язык, выразительные средства и инструментарий. Он может опираться на весь опыт истории искусств без хронологических, географических, стилистических ограничений, или может, если получится, пытаться найти что-то абсолютно новое. Все это несколько хаотичное многообразие говорит о том, что отсутствует единая концепция и возможны самые разные точки зрения на способы и методы познания бытия. Одни пытаются через физическую реальность понять этот мир, другие устремляются в чистые сферы духа или в запредельное, желая проникнуть в скрытые смыслы. Кому-то важно постижение видимого, кому-то — визуализация незримого. Кто-то усиленно конструирует новую реальность, кто-то развеничивает, десакрализирует, разрушает любые системы в стремлении дойти до нулевой отметки и заглянуть за нее. Но так или иначе, нам интересен этот мир, тем более, что наше пребывание в нем ограничено. Реальное и идеальное, видимое и невидимое, формальное и сущностное переплетаются чрезвычайно сложно, взаимообусловливая друг друга. При всем желании от реальности абстрагироваться полностью невозможно. Даже неокрашенный холст или любая другая основа обладает формой и цветом, а это качества реального мира. С другой стороны, самая натуралистическая картина условна. Непримиримые и бесконечные споры в искусстве ведутся о художественных языках. При этом сам по себе язык еще ничего не гарантирует, среди произведений, выполненных в рамках единой художественной системы, одни произведения «цепляют», другие — нет. Это особенно хорошо видно сейчас, когда разнородные пластические языки сосуществуют одновременно. Язык в любом случае лишь форма высказывания. Если нечего сказать, если фальшиво по сути, а мотивация лежит за пределами собственно творчества, то это всегда считывается. Любая форма остается мертвой, если в ней не пульсирует живой импульс. Когда же художником движет искренняя страсть, то квадрат или одна точка может аккумулировать в себе энергию творца, а архаичный язык может вновь стать актуальным. Именно на энергию, сжатую в художественном акте, рождается ответная реакция, и именно её безотчетно ищут в произведениях искусства. С другой стороны, без художественного языка высказывание не состоится. Как любой язык, он должен стать «своим» для художника и внятным или, хоть как-то читаемым, для остальных, иначе диалога и передачи информации не случится. Поэтому, как бы ни списывали реалистичность1в архив, она существует, видоизменяясь, но не исчезая совсем на протяжении громадного отрезка времени — от палеолита до наших дней.2 Причина, несомненно, кроется в данности, нам неподвластной. Человек никак не может отстраниться от реальности, ибо он ее часть. В самом нашем мышлении прошита матрица, соотнесенная с формами и закономерностями явленного мира. Визуализированные в произведении формы реальности, даже сведенные до знака, дают возможность универсального общения. 
«…Как ни торопятся объявить, что время писать кисточкой давно прошло»,3 но традиционные техники и классические языки не исчезают, поскольку сохраняется глубинная необходимость пластического осмысления жизни в формах самой жизни. Прекрасным примером может служить творчество омского художника Анатолия Мовляна. Его приход в искусство далек от стандартного: «Я рисовал с детского сада с натуры и по представлению. Понимал, что достичь уровня мастеров без образования невозможно. Да и художником не мечтал быть. В школе из отличников скатился на двойки за поведение, когда начал общаться с музыкантами и играть на басе в ВИА (вокально-инструментальном ансамбле), стал неуправляем и асоциален, меня поставили на учет в милицию и так далее. Зато от худрука группы и учителя пения я узнал о многих запрещенных тогда в СССР художниках из редких зарубежных изданий, таких как Эшер, Босх и Сальвадор Дали. После восьмого класса меня попросили из школы с такой-сякой характеристикой. Поступить в нормальный вуз было нереально. Среднее образование получал в Школе рабочей молодежи. (В сорок лет самостоятельно подготовился, сдал ЕГЭ и поступил на бюджет на заочное отделение(!) в Омский государственный университет имени Достоевского на истфак. Не окончил).
Пробовал писать маслом в 18 лет, копировал старых мастеров с книжных репродукций. Качество иллюстраций меня не устраивало, и я начал ходить в местный музей изучать картины. Омский музей изо им. Врубеля имеет уникальную коллекцию живописи русских и европейских мастеров… Репин, Крамской, Суриков, Серов, Левитан, Врубель, Кандинский, Семирадский, Явленский, Маковские Владимир и Константин, много и европейцев: Соломон Жозеф Соломон, Адриан Ван Остаде… Копировать мне не разрешили, так как я не являлся студентом или профессиональным художником, и я по-своему решил эту проблему. Стал записывать цвет словами. Допустим: у Крамского в портрете виолончелиста волосы — по коричневой лессировке, возможно умбре жженой, свет положен по сырому смешением коричневой, белил и синей, и поверху блик не ярко, плюс холодный зеленый. Рисовал в блокноте схемку и от нее стрелки с подписями. Потом шел вдохновленный домой и делал копию какой-нибудь похожей картины. Прогресс был на лицо. Мои копии стали покупать. Но я не умел писать с натуры, и поэтому удовлетворения не было. Пробовал сделать автопортрет — нос провалился, в тени получилась грязь. А когда увидел работу Нивеа Франческа „Сцена в кабачке“ из того же музея, понял, что это не досягаемая мечта, писать как мастера. Получить хорошее академическое образование в Сибири было негде. Ехать в столицы не было возможности. Не видя для себя перспектив в живописи, я решил заняться бизнесом. Торговал мясом, коптил рыбу. Возобновил занятия живописью в 30 лет, проживая в городе Анжеро-Судженск Кемеровской области. Я только что закончил строить фабрику по копчению рыбы, где сам разработал уникальные коптильные печи. У меня жена и 7-летняя дочь. Однажды я зашел в книжный за справочником строителя и обратил внимание на книгу „Техника живописи“. Как оказалось, ее написал гениальный русский художник-ученый Дмитрий Иосифович Киплик. Чем глубже я погружался в чтение этого материала, тем сильнее понимал — тут находятся знания, которых мне не хватало для понимания работы маслом… Я достал свои краски и попробовал сделать автопортрет в зеркало. Неосвещенную часть лица выполнил методом Рубенса без белил, используя тон холста. Тень, которая мне раньше не давалась, вдруг заиграла живым пятном. И соединяясь со светом, превратилась в человеческую плоть! Эврика! Мне показалось, что в этот момент я стал понимать язык зверей и птиц!»
```
Людей, так кардинально меняющих устроенную с точки зрения житейской прагматики жизнь на неустойчивое положение художника, особенно сложное в провинции, не так уж много. Из них найти художников «self-made» (сделавших самих себя), которые так настойчиво пытались бы самостоятельно постичь законы традиционного реалистического рисунка и живописи, совсем сложно. Если бы Мовлян хотел примкнуть к наивистам, авангардистам или «актуальщикам», то ситуация была бы более понятной. У «неклассических» художников во главу угла ставится самовыражение, здесь ты «сам себе закон», эталоны и школа только мешают. В этом случае учиться вроде бы не совсем обязательно. В реалистическом искусстве самовыражение идет через постижение жизни, с одной стороны, а с другой, — через изучение прошлого опыта искусства. Без школы здесь обойтись невозможно.
```

Для Анатолия Мовляна «его университетом» стала сама жизнь, настоящая, такая, какой она открывается для подавляющего большинства, а Академией явились старые мастера и собственное невероятное упорство.
Его можно назвать современным «передвижником». До середины девятнадцатого века в Академию художеств принимали маленьких детей, из которых растили художников в очищенной от всего низменного атмосфере высокого искусства, учили мыслить в понятиях античной и христианской мифологии и использовать лексикон вознесенного над прозаичной реальностью классицима. Когда же в Академию стали набирать достаточно взрослых молодых людей из разночинной среды, то для них искусство стало возможностью говорить о той настоящей жизни, которую они знали. И для Анатолия Мовляна искусство является средством диалога с жизнью, которую он знает.
Анатолию интересны люди. Портрет его любимый жанр, жанровые бытовые композиции у него, в большинстве своем, однофигурные и приближены к портрету, а натюрморты становятся портретами предметов. Разумеется, творчество Мовляна передвижников не повторяет, ему не интересны социальные проблемы и несправедливости общественной жизни. Он, разумеется, знаком с опытом искусства двадцатого века и немного рефлексирует на отстраненный буквализм и намеренную стерильность гиперреализма, протоколирующего не жизнь, но ее отпечаток на фотоснимке, и на уничижительную иронию и «приколизм» постмодернизма. Но в его работах больше перекличек с незлобивой насмешливостью народных баек или метких на слово анекдотов, и крепкая любовь к плоти жизни, ее чувственной, весомой материальности. Большое место в его композициях занимает рассказ — через выбор ситуаций, пластику поз и мимику персонажей, говорящие детали. Нередко высказываются мнения, принижающее значение сюжета в живописи. Но сюжет — одно из выразительных средств, и, если художник обладает даром рассказчика, то грех этот дар не задействовать. Мовлян блестяще компонует, обладает острой наблюдательностью и нешаблонным образным мышлением. Реальность — понятие не очевидное и не одномерное, нашу реальность составляют не просто расположенные в пространстве предметы, но и наши знания, представления, отношения, эмоции, сны, мечты, идеалы. Некоторая деформация натурной формы, утрирование и гиперболизация, гротеск, традиционные в классическом искусстве, активно используются художником. Несомненно, понимание визуальной реальности и ее восприятие человеком в наше время значительно отличается от представлений позапрошлого века, но задач соответствия новым научным теориям художник не ставит. Анатолий Мовлян выбирает ровно те пластические приемы, которые позволяют создать портрет человека в его классическом понимании, то есть в соединении узнаваемого внешнего облика с выявлением особенностей характера и биографии. Это ему вполне удается, образы его портретных композиций точные, цельные, острые, даже хлесткие и накрепко врезаются в память. Со своими моделями он говорит на одном языке, здесь нет противопоставления «художник и модель» ни с одной, ни с другой стороны. Портреты художника — это самоидентификация людей, формирующих свои представления о мире и себе не из философских концепций и книжного знания, а из каждодневного житейского опыта.
Визитной карточкой Анатолия Мовляна является Бритье (варианты 2001, 2004, 2015; композиция 2004 находится в собрании Кемеровского областного музея изобразительных искусств). Взгляд на самого себя и на всех нас из зеркала в ванной, по которому скатываются капли воды. Натуральные, как в обманках. Художник, на первый взгляд, просто фиксирует ежедневно совершаемый обычный ритуал в обычной стандартной ванне, в обычное очередное утро обычной, как у многих, жизни. Однако его забавно перекошенная во время бритья физиономия, парочка смешных детских резиновых утят задают эмоциональный камертон. Жизнь — вещь непростая, но классная, и надо уметь видеть в ее обыденности если не вселенски прекрасное, то веселое и бодрое. Здесь и сейчас, ибо, как подсказывает практика, другого может и не быть. Это кредо художника, выражение жизненной и творческой позиции. Технически было найдено трудноуловимое равновесие, когда искаженное активной мимикой лицо создает эффект не отталкивающей маски, а момента схваченной жизни, и при этом в общем образе стёб и серьезность образуют нерасторжимое единство. Активный желтый цвет игрушечных утят с яркими красными клювами разбивает монотонность охристо-голубовато-серой гаммы, внося оптимистичный цветовой акцент.
Вариацией на ту же тему является «Ода одинокому мужчине», 2015.Очень емкий образ рождается за счет лаконичных, не случайно отобранных деталей. Так важную информационную нагрузку несет облупленный, не единожды крашенный классической советской голубой краской видавший виды, но крепко сколоченный табурет (таких сейчас не делают), на котором стоит столь же основательный, из того же времени таз, и лежит кусок хозяйственного мыла (никакой европейской химии). Кряжистый, сбитый, той же крепкой породы, что и табурет, мужик в семейных трусах насухо отжимает постиранный носок. Типичный образ в типичных обстоятельствах. Образ — знак, олицетворяющий жизнь таких вот русских мужиков, которых принято называть простыми. Неприхотливых, конкретных, ко всему относящемся с юморком, людей, на которых всё и держится. Свой вариант «сказания о земле сибирской», без пафоса, но без сарказма и чернухи.
На мужских портретах Мовляна, будут ли это заказные портреты бизнесменов или работяг, мы всегда увидим здоровых во всех смыслах мужиков, умеющих и вкалывать на всю катушку, и отдыхать от души. Очень простые по композиции и сдержанные по колористической гамме портреты, в которых художник обозначает точные пластические акценты. Это может быть красная полоска галстука, подчеркивающая ослепительность белизны рубашки и заряжающая энергией сдержанную цветовую композицию (портрет Евгения Ленского, 2007) Или бокал коньяка в руках, с контрастом фактур прозрачного и текучего (Портрет Алексея Городничего, 2015). Сложный ракурс протянутых вперед рук (портрет аукциониста Валерия Суворова, 2012). Тончайшие градации и переходы черного и белого, лепящие портретный образ (Шеф-повар Андрей Жеребцов, 2016).
Трогателен парный портрет (Платиновая свадьба, 2007). Современный парадный портрет, в котором главным итогом жизни пожилой семейной пары является не нажитое богатство, а душевная близость и любовь, пронесенные сквозь долгие годы, которые легкими быть не могли по определению. Художник пишет их так, какими желают себя видеть многие, похожими, «как на фотографии», но лучше, чем в жизни, такими, какими им хотелось бы остаться в памяти внуков. Он чуть идеализирует свои модели, пропуская видимое через фильтр своего отношения. Художник испытывает глубокое почтение к этим старикам, к их натруженным рукам, покрытым морщинами лицам. Искренность его чувства дает возможность видеть на портрете не старость, но внутреннее свечение.
```
В работах Мовляна очень привлекателен азарт, с которым он берется решать разные задачи. В работе 
Девочка и счастье
, 2004 в материальном образе выражается нематериальное, эфемерное внутреннее состояние, которое трудно сформулировать словесно, еще сложнее найти адекватную визуальную форму. Он запросто совмещает реальный прозаический момент (сидящая на стуле девочка, приводящая маникюрной пилкой в порядок ногти), с состоянием воздушной радости, заполняющей все ее девчоночье существо. Для этого художник смещает угол зрения. Стол, девочка и пол поплыли наискосок, и ветер воображения заполнил все вокруг кружащимися бликами-блестками, похожими на волшебное конфетти.
```

```
Анатолий Мовлян все больше начинает открывать для себя возможности пленэра. Его привлекает техника 
алла прима
, позволяющая фиксировать непосредственные впечатления, в которых не засушивается пульсация живого момента и острота первого впечатления. Метко схвачены детские образы: в работе 
Леха Уральский,
 2016, в котором виден весь характер упрямого и самостоятельного будущего мужичка; в живописном, чуть утрированном этюде-«зарисовке» 
За чтением,
 2008; в пронизанном солнцем и безмятежностью этюде 
Юный джентльмен
, 2011. Все меньше становится технических проблем, все больше открывается свободы в диалоге с натурой и в увлекательной живописной игре.
```

Анатолий Викторович Мовлян состоялся как личность и как художник, он получил полное призвание. Мовлян является членом Союза художников России, лауреатом многочисленных отечественных художественных конкурсов, а также лауреатом Международного конкурса портретистов под эгидой Общества портретистов Америки, Вашингтон, округ Колумбия (PortraitSocietyofAmerica.Washington DC) в 2016 году. Неуемная энергия, деловая хватка и организаторские способности позволили ему создать собственную Школу портрета сразу в двух сибирских городах — Омске и Екатеринбурге. Все эти достижения — далеко не подведение итогов. Впереди большая дорога и художнику по силам покорение новых вершин.
Кем бы ни были и чем бы мы ни занимались, осознанно или нет, мы всегда ищем ответ на главный вечный вопрос — в чем смысл? Для художника Анатолия Мовляна ответ очевиден. Смысл жизни в самой жизни. А в чем же еще?
Галина Тулузакова
кандидат искусствоведения
Почетный член Российской Академии художеств
ПРИМЕЧАНИЯ
1. Следует отделять понятие реалистичность от реализма как направления в художественной культуре в конкретный исторический период. — Виктор Ванцлов. К теории реализма в искусстве. — В сб.: Искусство в современном мире. РАХ. НИИ теории и истории изобразительных искусств. Выпуск 1. Москва, Памятники исторической мысли, 2004, с.24
2.В.Ванслов. К Указ.соч., с. 24
3. В. Манин. Неискусство как искусство. Спб., Аврора, 2006, с.253

## Школа портрета Анатолия Мовляна
В основе концепции преподавания в школе лежит ценнейший труд педагога Императорской Академии художеств, учителя великих русских художников Крамского и Репина, Павла Петровича Чистякова. Программа обучения для школы была написана, опираясь на уникальный личный опыт самообразования Мовляна. Методика обучения полностью исключает неуспеваемость! Эффективность подхода заключается в следующем: дисциплина учащихся, последовательность подачи материала и контроль качества работы педагогов. Учтены все минусы современного государственного образования. Здесь каждый педагог умеет делать то, что преподаёт, что в обычных учебных заведениях, к сожалению, стало не обязательно. Взяты на вооружение самые эффективные методики преподавания из мирового опыта, полученного Анатолием в командировках в Европу и США.
Возраст учащихся не ограничен. Прием ведется без вступительных экзаменов. За период обучения учащиеся осваивают: рисунок, живопись, скульптуру. Учатся писать натюрморт, пейзаж и портрет, изучают историю искусств. Ежегодно выезжают на пленэр в Тобольск, на Алтай и в Прагу.
Проводятся регулярные выставки-отчеты в Областном Доме художника. Лучшие работы всех без исключения учеников вывешиваются на всеобщее обозрение. Большой зал не вмещает всех любопытствующих. Они видят не наивное или «детское творчество», а зрелые профессиональные работы. И выполнены они подчас домохозяйкой или отставным военным, 10 летним ребёнком или руководителем крупной медиа-компании.
Мощным импульсом к качественной работе служит личный опыт и авторитет учредителя школы Анатолия Викторовича Мовляна. Студенты получают информацию непосредственно «из рук» живых легенд живописи. Такой доступностью к опыту современных мастеров высочайшего уровня не может похвастать ни одно учебное заведение за пределами столицы. Школа сотрудничает с ведущими художниками России: Николай Блохин, Павел Рыженко, Алексей Ефремов, Виталий Волович и Миша Брусиловский, Бато Дугаржапов. Со знаменитым колледжем искусств в городе Горжице и лично с профессором кафедры русского языка в Пражском университете академиком Зденеком Окунеком. С общественной организацией Союз художников России. С институтом имени Сурикова в Москве. С профессорами академий им. Репина и Глазунова. Почти все из названых людей являются друзьями Анатолия, готовые поддерживать его во всех его благородных начинаниях.
Об уровне занятий красноречиво говорит тот факт, что в школу Анатолия так же идут люди, уже окончившие художественный вуз, в том числе с красным дипломом! Вот нередкий пример заявки на обучение в школе:

Желваков Александр Викторович. Возраст: 25 Закончил ДХШ № 1 Закончил Худграф ОмГосПедУниверситета.
«…О вашей студии знаю давно. Окончательное решение поступить к вам на обучение принял, услышав хороший отзыв. В нём говорилось об академическом подходе, серьёзной работе с натурой (будь то геометрические примитивы, натюрморт, или натурщик), и о требовательности как к себе, так и к ученикам. Меня интересует ваш трёхлетний курс».

Недавно знаменитый художник-импрессионист Бато Дугаржапов, чье творчество ставят в один ряд с работами Константина Коровина и Клода Моне, посетив школу, восторгался атмосферой, царящей в классах. Оценил эффективность методов обучения. В результате, что было для нас абсолютным сюрпризом, подарил школе 40 картин из личной коллекции! 20 своих работ и 20 работ известных русских художников.

## Выставки
2003 г. 
- Молодёжная выставка. Омск. Дом Художника. Всероссийская выставка, посвященная 200-летиюМВД. Москва. Выставочныйпавильон на Кузнецком мосту.

2004 г.
- Областная выставка, посвященная 288-летию Омска «Мой город». Омск. Дом Художника.

2005 г.
- Выставка, посвященная 60-летию Победы в Великой Отечественной войне «И помнит мир спасенный… Художник и война». Омск.
- Областная выставка-конкурс «Мой город. Омские ворота». Омск. Дом художника.
- Межрегиональная молодёжная выставка «АЗ. Арт. Сибирь». Барнаул.
- Персональная выставка «Живопись. А. Мовлян». Омск. Дом Художника.

2006 г.
- Выставка в МВЦ «Крокус Экспо» «Millonaere Faire». Москва.

2007 г.
- Всероссийская выставка «Молодые художники России». Москва.
- Областная выставка-конкурс «Мой город. Омск и Омичи». Омск. Дом Художника.
- Областная выставка-конкурс «Художник года». Омск. Дом художника.

2008 г.
- Областная выставка-конкурс «Мой город. Моя семья». Омск. Дом Художника.
- Областная выставка. Юбилейная выставка «Художники Омского Прииртышья». Омск. Дом Художника.
- Зональная выставка. «Сибирь-Х». Новосибирск.

2009 г.
- Всероссийская выставка. Москва. ЦДХ.
- Областная выставка-конкурс «Мой город. Грани молодости». Омск. Дом Художника.

2015 г.
- Международный конкурс портретистов под эгидой Общества портретистов Америки, Вашингтон, округ Колумбия(Portrait Society of America, Washington DC). С Картиной «Бритьё» 2015. Лауреат.
- Персональная выставка по инициативе и поддержке Аукционного дома Суворовъ. Екатеринбург. Атриум Палас Отель.

2017 г.
- Участник Благотворительного Аукциона «В помощь молодым художникам» под эгидой Portrait Society of America. США.Атланта. (USA Atlanta.)

Анатолий Мовлян регулярно участвует в различных выставках регионального, всероссийского значения, а также ведет широкую экспозиционную деятельность за рубежом.
Работы Анатолия Викторовича Мовляна находятся в краеведческих и художественных музеях, частных галереях, галереях государственных учреждений и в престижных частных коллекциях России и за рубежом.

## Награды и премии
- премия Межрегиональной молодёжной выставки (2005, Барнаул) — за картину «Бритьё»
- премия Союза художников России (2007, Москва, ЦДХ «Молодые художники России») — за картину «Прощай детство»
- лауреат выставки, приуроченной к 250-летию Академии художеств России (среди молодых живописцев)
- лауреат выставки «Художник года» (2008, Омск, ЦДХ) — за картину «Портрет к платиновой свадьбе»
- золотая медаль «Национальное достояние» (2008)
- лауреат Международного конкурса портретистов под эгидой Общества портретистов Америки (2015, Вашингтон, округ Колумбия — Portrait Society of America, Washington DC).